# ティランテ (潜水艦)
|          | |
| 艦歴     | |
| 発注     | |
| 起工     | 1944年4月28日 |
| 進水     | 1944年8月9日 |
| 就役     | 1944年11月6日 |
| 退役     | 1973年10月1日 |
| 除籍     | 1973年10月1日 |
| その後   | 1974年3月21日にスクラップとして売却 |
| 性能諸元 | |
| 排水量   | 1,570トン（水上） 2,416トン（水中） |
| 全長     | 311ft 8in |
| 全幅     | 27ft 2in |
| 吃水     | 15ft 3in |
| 機関     | フェアバンクス＝モース 38D 8 1/8ディーゼルエンジン 4基 エリオット・モーター発電機2基                                                                      |
| 最大速   | 水上：20.25 ノット (37 km/h) 水中：8.75 ノット (16 km/h)                                                                                                  |
| 航続距離 | 11,000カイリ（10ノット時） （19 km/h 時に 20,000 km） |
| 試験深度 | 180m |
| 巡航期間 | 潜航2ノット (4km/h) 時48時間、哨戒活動75日間 |
| 乗員     | 士官、兵員66名 |
| 兵装     | 5インチ砲1基、40ミリ機関砲2基、20ミリ機銃、50口径機銃2基 5インチ砲1基、40ミリ機関砲2基、20ミリ連装機銃、50口径機銃2基（1945年6月） 21インチ魚雷発射管10門 |

ティランテ (USS Tirante, SS-420) は、アメリカ海軍の潜水艦。テンチ級潜水艦の一隻。艦名はスペイン語で「手綱」を意味し、キューバ沖に生息するタチウオ科の一種ユメタチモドキに因んで命名された。その名を持つ艦としては2隻目。

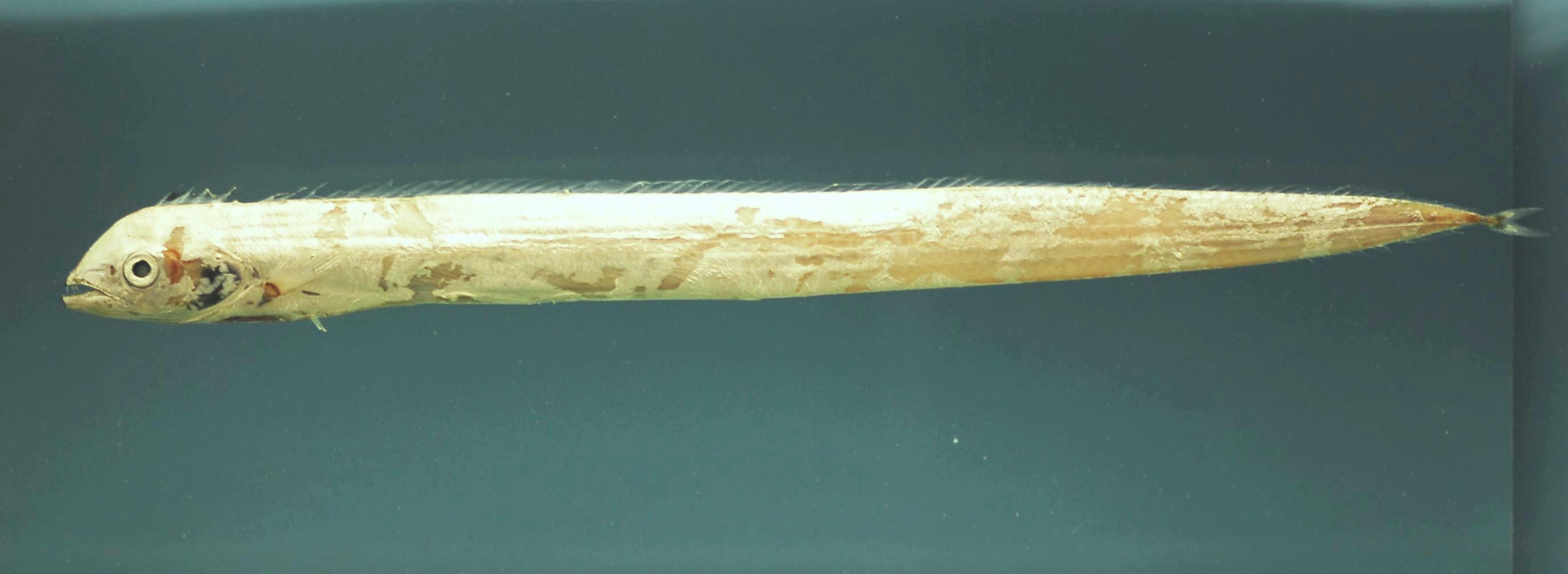
ユメタチモドキ（スペイン語Tirante）

## 艦歴
ティランテは1944年4月28日にメイン州キタリーのポーツマス海軍造船所で起工した。8月9日にウィリアム・B・ジーグラフ夫人によって命名、進水し、11月6日に艦長ジョージ・L・ストリート3世（アナポリス1937年組）少佐の指揮下就役する。
ロングアイランド・サウンドでの整調訓練およびパナマ沖、オアフ島沖で訓練を行った。

### 第1の哨戒 1945年3月 - 4月
1945年3月3日、ティランテは最初の哨戒で日本本土海域に向かった。九州西方を巡航したティランテは、長崎への入り口を哨戒し戦果を挙げる。3月25日、ティランテは北緯31度09分 東経130度31分 / 北緯31.150度 東経130.517度の地点で、蛟竜隊の人員を乗せて沖縄島に向かっていた特設駆潜艇富士丸（関西汽船、703トン）を撃沈した。3日後の3月28日昼には、北緯32度14分 東経129度56分 / 北緯32.233度 東経129.933度の地点で貨客船名瀬丸（大阪商船、1,218トン）を撃沈した。2度目の戦闘では日本軍の護衛艦による攻撃で、ティランテは7時間の潜航を強いられたものの、無事戦線から離脱した。また、名瀬丸の被雷する様子が映像に残された。3月31日、ティランテは北緯31度11分 東経130度04分 / 北緯31.183度 東経130.067度の地点で100トンの小型帆船に対して5インチ砲および40ミリ機関砲で砲撃を行いこれを撃沈した。4月1日には二等輸送艦に対して3本の魚雷を発射したものの命中させることはできなかった。ティランテはすぐに移動し、対馬海峡に近い朝鮮半島の南岸で活動する。4月6日の朝に小型漁船との戦闘でこれを拿捕、撃沈前に乗組員3人を捕虜とした。翌日ティランテは、小黒島近海でドラム缶、貨物を甲板に積み込んだ2,800トン級輸送船と思われる船舶を破壊した。ティランテは浮上して残骸を調査し、貨物の残骸にしがみついていた2名の生存者を救助する様近くの漁船に指示した。ティランテの乗員はこの撃沈を報告したものの、日本側の戦後の資料では撃沈された船を確認することはできなかったが、アメリカ側はこの目標は特設駆潜艇多摩丸（三共海運、396トン）であろうとしている。
この頃、アメリカ海軍の情報部は日本の暗号を解読し、日本軍の動静をほぼ予測していた。傍受した1本の無電に、ティランテの哨戒海域に向かう重要な輸送船団の情報が含まれていた。この情報に応じて、ティランテは4月9日に潜航して船団を待ち伏せた。程なくしてティランテは向かってくるタモ53船団を発見。2隻を標的に選び、それぞれに3本の魚雷を発射した。2隻の1隻である聖川丸（川崎汽船、6,862トン）には命中しなかったが、もう1隻、貨客船日光丸（東亜海運、5,057トン）に命中弾を与え、北緯36度46分 東経123度36分 / 北緯36.767度 東経123.600度の地点で撃沈した。 日光丸は聖川丸とともに、台湾産の砂糖や帰国する引揚者、陸軍兵士および上海からの水兵などを乗せていた。日光丸が沈没すると共に、護衛艦が反撃に移った。逆襲を防ぐためティランテは護衛艦の1隻に対して魚雷を発射し、後に爆発音が聞こえた。戦後の記録では第102号海防艦の操舵機に魚雷が命中し、航行不能に陥ったと記録されている。

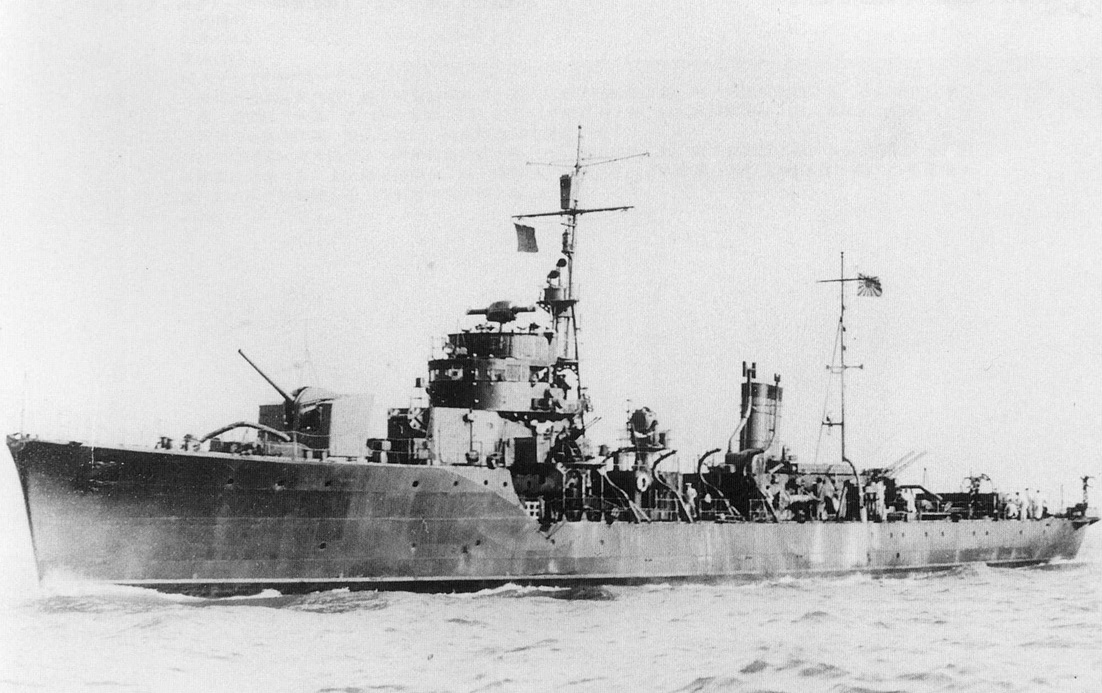
海防艦能美

ティランテは黄海での哨戒を再開し、済州島と長江河口の間を巡航した。間もなく済州島北西部の飛揚島にいる輸送船団、モシ02船団の情報を受け取る。これを受けてティランテは夜に紛れて接近を開始した。輸送船団が停泊中の海域は浅海だったため、潜航攻撃での不利を予期して浮上したまま戦闘配置を令し、銃砲に人員を配置して接近していった。ティランテは敵のレーダー、哨戒機および哨戒艇を避けて大きく迂回しつつ北東方向から湾に侵入し、ティランテは3つの目標、貨客船寿山丸（大連汽船、3,943トン）と2隻の海防艦能美および第31号海防艦を発見。他に海防艦三宅、第213号海防艦も在泊中だった。ティランテが湾内に侵入したときは、丁度三宅に代わって第31号海防艦が湾口哨戒の配備に就いたところであり、ティランテは海防艦からわずか20メートルの距離を、相手に気付かれず通過していった。
4月14日未明、ティランテはまず寿山丸に対して3本の魚雷を発射した。魚雷は命中、大爆発を起こし炎上する。火炎によってティランテはその姿を照らし出され、能美と第31号海防艦はティランテの方に向かった。ティランテは全速力で外洋に向かいつつ、艦首発射管から追跡する敵艦に対して放射状に魚雷を2本発射、魚雷は能美に命中し、能美は瞬時に爆沈。能美に乗艦していた第一海防隊司令池田映海軍大佐も戦死した。第31号海防艦は引き続きティランテを追跡。ティランテは最後に残った艦尾の魚雷1本を第31号海防艦に向けて発射。魚雷は命中したものの不発であり、ここまではティランテにとっては不運だった。しかし、命中のショックで第31号海防艦の爆雷庫に火災が発生。第31号海防艦は横転して沈没した。ミッドウェー島への帰路の途中、ティランテは日本軍のパイロット2名を捕らえ、捕虜は合計で5名となった。4月26日、ティランテは52日間の行動を終えてミッドウェー島に帰投。ティランテの輝かしい戦績により、艦長のストリート中佐は名誉勲章を受章することとなった。副長のエドワード・L・ビーチ中尉は海軍十字章を受章した。艦自体も殊勲部隊章を受章した。

### 第2の哨戒 1945年5月 - 7月

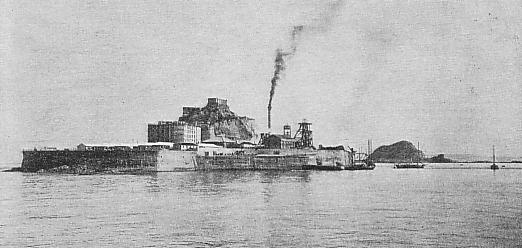
戦前の端島（軍艦島）

5月20日、ティランテは2回目の哨戒で9隻の潜水艦から成るウルフパック「ストリーツ・スウィーパーズ Street's Sweepers」の司令艦として東シナ海および黄海方面に向かった。部隊は敵を探索したものの、この頃には敵艦の数は大きく減少していた。ティランテは6月10日によく慣れた狩り場である長崎沖で4隻の船から成る船団を発見した。3隻の護衛艦を回避し、800トンの貨物船を撃沈したが、戦後の日本側の記録ではこれを確認できなかった。
翌6月11日未明、ティランテは大隅海峡西方沖で浮上充電中の伊36を発見して魚雷を発射したが、命中しなかった。日が高く上ってから、済州島で成功させた電撃的な攻撃を再度繰り返した。ティランテは、長崎から約11キロしか離れていない端島（軍艦島）と野母半島間の海域に侵入し、端島南東部の岸壁で石炭の積み込み作業中の貨物船白寿丸（白洋汽船、2,220トン）を発見した。態勢はやや困難だったものの、ティランテは白寿丸に910メートルまで接近し、11時15分に最初の魚雷を発射し命中、白寿丸の乗組員が船尾砲で反撃するように見えたので、続いて2本目の魚雷を発射。これは不発に終わった。間髪入れず3本目の魚雷を発射し命中、白寿丸は沈没した。ティランテは攻撃を終えて端島から離れようとした。しかし、右側の潜舵の調子が悪くなり、ティランテは意を決して浮上でこの海域を脱出することとした。沿岸砲台からの砲撃がティランテの至近に着弾したがティランテは速度を上げ、この間に潜舵の調子が戻ったので、再び潜航して戦線を離脱した。一連の攻撃の様子は、映像として残された。
ティランテの端島攻撃は一つの伝説を生んだ。「米潜水艦が端島を本物の軍艦と間違えて攻撃した」というものである。西側（外洋側）から攻撃したなら、確かに「軍艦と間違えて攻撃した」と言えなくもないが、ティランテは岸壁のある東側に入り白昼堂々と攻撃し、確実に白寿丸を仕留めた。坂本勲はその著作『軍艦島攻撃さる』において、この伝説は「軍部がアメリカの間抜けさを強調するために、世論誘導を行って作ったものではないか」と考察している。また攻撃時、島民は爆発音で恐怖と不安に包まれた。
ティランテは哨戒を再開し、6月24日には黄海で第284 Antung Maru （不詳）を撃沈する。7月4日には青島沖で警備船 Koshe Maru（不詳） 、Mashuye Maru（不詳） を撃沈。7月8日には北緯38度48分 東経121度25分 / 北緯38.800度 東経121.417度の大連沖で貨客船済通丸（大連汽船、1,037トン）を撃沈した。7月19日、ティランテは57日間の行動を終えてグアムアプラ港に帰投した。
8月12日、ティランテは3回目の哨戒で出撃したが、3日後の終戦に伴い哨戒は切り上げられ、8月23日にミッドウェー島に帰投した。

### 戦後
ティランテは本国の東海岸に向けて出航し、10月にワシントン海軍工廠で停泊、艦長のストリート中佐はホワイトハウスで名誉勲章を授与された。ティランテは10月31日にスタテンアイランドに移動し停泊、1946年1月8日にコネチカット州ニューロンドンに移動した。ニューロンドン沖での訓練活動後、ティランテは7月6日に母港で退役し、予備役となった。
ティランテは GUPPY IIA 改修が行われ、1952年11月26日にポーツマス海軍造船所で再就役した。バミューダで整調を行い、大西洋でアイスランドまでの範囲において活動、その後東海岸に帰還し最初の第6艦隊配備の準備に入った。
続く20年に及ぶ活動期間で、ティランテは6度の地中海配備を経験する。この間、定期的に北大西洋、カリブ海、メキシコ湾での訓練および艦隊演習に従事した。また、NATO軍との合同演習にも参加し、対潜水艦戦訓練の標的艦任務にも貢献した。加えてフロリダ州キーウェストの艦隊ソナー学校での支援任務にも従事した。
ティランテは1973年10月1日にキーウェストで退役し、同日除籍された。その後1974年4月11日にニューヨークのユニオン・ミネラルズ・アンド・アロイ社にスクラップとして売却された。
ティランテは第二次世界大戦の戦功で2個の従軍星章および1個の殊勲部隊章を受章した。